# 1966年日本

## 政府
- 天皇：裕仁
- 內閣總理大臣：佐藤榮作

## 大事紀
- 1月9日-神奈川縣川崎市金井大廈火災，12人死亡，14人受傷。
- 2月4日 - 全日空60號班機墜入東京灣，造成機上133人全部遇難。
- 3月4日 - 加拿大太平洋航空公司402號班機在東京國際機場夜間降落時著陸不良，在機上72人中有64人遇難。
- 3月5日- 英國海外航空公司911號班機在起飛之後沒多久因為捲入亂流機身強度無法負荷而導致機身解體並墜毀於富士山麓。
- 3月25日 - 八戶臨海線開放。
- 4月1日 - 日本切換到公制系統。
- 4月26日 - 日本最大的戰後公共交通罷工。
- 11月11日- 全日本航空533號班機墜毀於瀨戶內海，機上50人全數罹難。

## 出生
- 4月26日——富樫義博，漫畫家。
- 7月25日——高木涉，配音員。
- 12月20日——冬馬由美，配音員。

## 逝世
- 9月2日——岡村寧次，軍官。